# Mohamed bin Tugluk
Mohamed bin Tugluk  ali Mohamed Salman kan Tugluk  (turško Muhammed bin Tuğluk, arabsko محمد بن طغلق‎), je bil turški sultan Delhijskega sultanata, ki je vladal od leta 1324 do 1351, * ni znano, † 20. marec 1351.
Bil je najstarejši sin Gijasudina Tugluka, ustanovitelja Tugluške dinastije. Rojen je bil v Delhi v Indiji. Oče ga je med leti 1321–1323 poslal v Dekan na vojni pohod proti kralju Prataparudri iz Katakijske dinastije, ki je vladala iz Varangala. Delhijski prestol je nasledil po očetovi  smrti leta 1325.
Mohamed Tugluk je bil učenjak, ki se je ukvarjal z logiko, filozofijo, matematiko, astronomijo, naravoslovjem in kaligrafijo. Zanimala ga je tudi medicina. Govoril je več jezikov – perzijsko, arabsko, turško in sanskrt. Leta 1333 je na svojem dvoru gostil slavnega maroškega svetovnega potnika Ibn Batuto. Od prihoda na prestol leta 1325 do smrti leta 1351 se je zaradi svoje dosledne in brezobzirne politike soočil z 22 upori. Govorilo se je, da je zaradi pohlepa po delhijskem prestolu premišljeno umoril svojega očeta, vendar se sodobni zgodovinarji s to teorijo ne strinjajo. Iz Baranijevih kronik je razvidno, da je oče po vrnitvi z vojnega pohoda gledal mimohod slonov, ki jih je pripeljal kot vojni plen, potem pa se je podrl oder, na katerem je sedel.
Mohamed bin Tugluk je veljal za najbogatejšega človeka na svetu. Letna plača njegovega vezirja je bila enaka prihodkom tedanjega Iraka, ki je bil pod oblastjo perzijskega šaha.

## Vladanje

### Priključitev sosednjih kraljestev
Mohamed bin Tugluk je po prihodu na prestol leta 1324 k svojemu sultanatu priključil sosednja kraljestva, ki so jih njegovi predhodniki pustili pri miru. Podjarmil je Varangal (sedanja država Telengana, Indija), Mabar in Maduraj (sedanji Tamil Nadu, Indija) in ozemlja do sedanje severne meje indijske države Karnataka. Na osvojena ozemlja je poslal svoje davkarje, ki so polnili državno blagajno. Davkarje je nadirala vezirjeva pisarna.<

### Selitev prestolnice
Tugluk je leta 1327 ukazal, da se prestolnica sultanata preseli iz Delhija v Daulatabad (sedanja Maharaštra) na Dekanski planoti v južni Indiji, predvsem zato, ker je bil bolj varen pred mongolskimi vpadi, ki so ogrožali predvsem Delhi in severno Indijo. Pri tem je domnevno zahteval, da se v Daulatabad preselijo tudi vsi prebivalci Delhija.
V ta namen je na cesti iz Delhija v Daulatabad na vsake tri kilometre postavil počivališča, na katerih so se potniki lahko oskrbeli z vodo in hrano. Na vsakem počivališču je bila tudi tekija, v kateri je bil najmanj en sufi. Leta 1329 se je v Daulatabad preselila tudi njegova mati in njen dvor. Približno takrat je v novo prestolnico poklical tudi vse sužnje, plemstvo, služabnike, uleme in sufije. Nova prestolnica je bila razdeljena na četrti - mahale, v katerih so ločeno prebivali različni stanovi, na primer vojaki, poeti, sodniki in plemiči. Priseljencem je dodelil tudi nepovratna sredstva, vendar s tem ni pomiril nezadovoljstva. Na poti je zaradi lakote in izčrpanosti mnogo ljudi umrlo.
S kovancev, kovanih v Daulatabadu okoli leta 1333, je razvidno, da je bil Daulatabad druga prestolnica sultanata.
Leta 1334 je v Mabarju izbruhnil upor. Tugluk  se je odpravil v Mabar, da bi upor zatrl, ko je v Bidarju izbruhnila epidemija bubonske kuge. Zbolel je tudi Tugluk, mnogo njegovih vojakov pa je zaradi nje pomrlo. Med vračanjem v Daulatabad sta se Mabar in Dvarsamudra odcepila, temu pa je sledil upor v Bengalu. Tugluk se je zaradi strahu, da so severne meje sultanata preveč izpostavljene zunanjim napadom, leta 1335 odločil, da svojo prestolnico  preselil nazaj v Delhi. Preseljenim podložnikom je dovolil vrnitev na stare domove.

### Propadla vojna pohoda
Po Džingiskanovi smrti je njegov drugi sin Čagataj ustanovil Čagatajski kanat in zavladal v Turkestanu in Transoksaniji, njegov vnuk Hulegu pa je osvojil sedanji Iran in Irak in ustanovil Ilkanat. V Tuglukovem času sta bili obe državi  v zatonu. Stanje v Transoksaniji se je po Tarmaširinovi smrti še poslabšalo, zato se je Tugluk odločil, da obe kraljestvi priključi k svojemu. K sebi je povabil voditelje iz teh regij in jim podelil subvencije. V sultanatu in s pomočjo teh kraljestev mu je leta 1329  uspelo zbrati vojsko 37.000 mož. Barani je zapisal, da Tugluk ni preskusil sposobnosti svojih vojakov in njihovih konj. Vojski je vnaprej  izplačal plače za eno leto, potem pa se je znašel v finančnih težavah in se odločil razpustiti vojsko.
Leta 1333 se je iz Karačija odpravil na pohod v Kulu-Kangro, sedanjo indijsko pokrajino Himačal Pradeš. Zgodovinarji, med njimi tudi Badauni in Ferištah, so pisali, da je Tugluk sprva nameraval preko Himalaje napasti Kitajsko. Namesto tega se je moral soočiti z uporom v Himačalu. Njegova vojska, ki ni bila usposobljena za vojskovanje v hribovju, je izgubila skoraj vseh 10.000 vojakov in se je morala umakniti.

## Razpad cesarstva
Tugluk ne na pohodu v Tato v Sindhu, kjer je nameraval intervenirati v vojni med  Gudžari, leta 1351 umrl.  Njegovo cesarstvo je začelo razpadati že pred njegovo smrtjo. V južni Indiji in Dekanu so se rojevala nova kraljestva. Več vladarjev v južni Indiji, med njimi  Prolaja Vema Redi, Musunuri Kapaja Nadak in Vidžajanagarsko kraljestvo, so osvobodili skoraj celo južno Indijo in Alaudin Bahman šah je ustanovil Bahmansko kraljestvo. K propadu cesarstva je veliko pripomogla Tuglukova  nepriljubljenost.

## Značaj
Tugluk je bil zelo veren musliman, ki je molil pet krat na dan in se postil. Dvorjani so o njem govorili kot o učenjaku,  ki se je zanimal za filozofijo, medicino, matematiko, vero in perzijsko in indijsko poezijo. Ni verjel v mistiko, a je vseeno spoštoval sufistične svetnike, kar potrjuje njegova gradnja mavzoleja svetega Nizamudina Aulija v zahodnem delu Delhija. Bil je prvi delhijski sultan, ki je obiskal Darga Šerif, mavzolej svetnika Ajmerja Šerifa Darge v Adžmerju v sedanjem Radžastanu, Indija. Strpnost do drugih verstev dokazuje tudi njegovo druženje  z džainisti   in udeleževanje  hindujskih praznovanj. Njegovi kritiki govorijo predvsem o njegovi prenagljeni naravi in zaletavosti, zaradi katere je propadla večina njegovih načrtov. Ibn Batuta  je o njem zapisal, da zanaša predvsem na lastno presojo in redko sprejema nasvete drugih. Kritiziral je tudi njegova razkošna darila in ostre kazni.